# استاد ديبوتيفو كالي
استاد ديبورتيفو كالي يُعرفُ أيضًا باسم استاد دي بالماسيكا، هو ملعب كرة قدم يقع في بالميرا، كولومبيا. افتتح الملعب في عام 2010، وهو ملعب ديبورتيفو كالي. كان يتَّسع في الأصل لـ61،890 شخصًا، لكن تم تخفيض سعتهُ إلى 42.000 بسبب أعمال التجديد. ومع ذلك، منذ بناء الملعب كان أكبر ملعب في البلاد. نظرًا لوجود مشكلات تتعلق بسلامة الإخلاء والعدد المحدود من طرق الوصول إلى الاستاد، فقد بلغت طاقته القصوى 25000 شخص اعتبارًا من عام 2017.
توقف بناء الاستاد لفترة بعد العثور على بقايا تعود إلى ثقافة أصلية تعود إلى ما قبل كولومبوس في منطقة المبنى مما أدى إلى تحويل البناء على بعد 250 متر.